# Belle Prairie City, Illinois
Belle Prairie City là một thị trấn thuộc quận Hamilton, tiểu bang Illinois, Hoa Kỳ. Năm 2010, dân số của thị trấn chưa hợp nhất này là 54 người.

## Dân số
Dân số qua các năm:
- Năm 2000: 60 người.
- Năm 2010: 54 người.